# Acupunctură

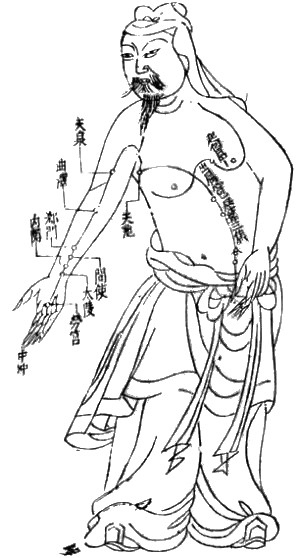
"Hartă" antică cu punctele de acupunctură pe un meridian

Acupunctura este o metodă terapeutică originară din China care constă în inserția, la diferite profunzimi, a unor ace lungi, foarte subtiri, in puncte specifice de pe suprafața organismului. Are la baza teoria conform careia prin corp circulă cuante de energie numită „chi” (energia vieții). Acupunctura ca și acupresura este o temă controversată în medicină, fiind considerată  pseudoștiință.
Chi sau Qi este un concept pseudoștiințific, neverificat, care nu a fost niciodată observat în mod direct și nu are nicio legătură cu conceptul de energie din științe (energia vitală sau forța vitală este un concept științific abandonat).
Metoda provine din China și este tot mai răspândită în Europa. Ea se bazează pe teoria meridianelor energetice. Se pretinde că meridianele de curgere a energiei pot fi accesate prin mai mult de 350 de puncte aflate la suprafața organismului. Prin plasarea acelor în aceste zone, foarte atent selecționate, se pretinde că se restabilește circulația energetică prin organism și boala este înlăturată. 
Acupunctura este o procedură dureroasă, dar în același timp se pretinde despre ea de către marginali că vindecă și previne boli, crește imunitatea și poate fi folosită în scop terapeutic. 
Acupunctura este bazată pe metode tradiționale, nicidecum pe știință, însă oamenii cu opinii marginale spun că este foarte eficace. Dar acupunctura este considerată o medicină alternativă nu medicină „de bază”, pentru că nu poate fi verificată. Practica acupuncturii datează din secolul 2 î.e.n. în China.
Practic, acupunctura preia de la medicina tradițională chineză foarte multe date și procedee. Există diferite feluri de acupunctură.
Practicate din antichitate, aceste tratamente se bazează pe principiul că trupul uman este un microcosmos a cărui sănătate depinde de echilibrul canalelor de energie și de relația dintre cele cinci elemente fundamentale ale universului (lemn foc, pământ, metal și apă). Din anul 2010 au fost introduse pe lista Unesco. 

## Istoria Acupuncturii

##### Antichitatea
Cea mai veche carte în care sunt explicate tainele acupuncturi este Shiji (史記 , în traducere în engleză: "Records of the Grand Historian", iar în română: "Marile recorduri ale istoriei") cu elaborarea lui în secolul 2 BCE în Huangdi Neijing (黃帝內經, un text chinez de medicină ).
Originile acupuncturii în China rămân nedescoperite încă. Una dintre teorii este că niște soldați în bătălii s-au înțepat cu săbiile și s-au vindecat. În China, originile acupuncturii pot duce însă spre Epoca de Piatră spun unii. A fost găsită și o piatră ascuțită în China, care se presupune a fi din Epoca de Piatră. Au fost găsite hieroglife încă din dinastia Shang, care exemplificau acupunctura. 
Din secolul 2, acupunctura a înlocuit „moxibustion” ca cel mai utilizat tratament.

##### Istoria Mijlocie
Acupunctura se răspândește din China în Japonia, Coreea și Vietnam. Împăratul Renzong of Song a ordonat să fie ridicată și o statuie pentru acupunctură. Au fost scrise cam 90 de lucrări despre acupunctură numai în China. În alte țări, a început să devină foarte populară , însă în China aceasta a devenit cât mai des asociată cu clasa de jos. Primul text european despre acupunctură a fost scris de doctorul Willem ten Rhijne, care a studiat acupunctura 2 ani în China chiar dacă era german. 
În 1757, Xu Daqun, descrie acupunctura ca a fi o știintă pierdută, cu prea puțini experți în domeniu. În 1822, un împărat chinez a declarat că acupunctura este nepotrivită pentru clasele de sus, de atunci acupunctura a devenit o medicină care nu își va mai relua niciodată popularitatea în China cel puțin.

##### Era modernă
După războiul Civil Chinez, conducătorii au descris medicina tradițională chinezească (inclusiv acupunctura) ca fiind inventată, o superstiție. 
În timpul Revoluției Culturale, neîncrederea în anestezia cu acupunctură a fost supusă unei represiuni politice nemiloase (a țipa de durere în urma ei era dovada de a fi contrarevoluționar).
Acupunctura însă a căpătat popularitate în SUA după ce președintele Richard Nixon a vizitat China în 1972. 
Însă cea mai mare popularitate în SUA (și în lume) a căpătat-o atunci când reporterul de la New York Times: James Reston a avut nevoie de acupunctură (și el a fost cu Nixon în 1972).

## Punctele de acupuntură
Sănătatea înseamnă Yin și Yang în echilibru. Locurile în care se inserează acul de acupunctură se numesc xue (穴).

### Practica acupuncturi în clinică
Acupunctura se practică din ce în ce mai rar în clinică. Acul fiind de 0.18-0.51 mm, se sterilizează cu dioxid de etilenă.

### Metode anexe ale Acupuncturii
Aceste metode sunt tehnici derivate din acupunctură, putând fi folosite de către terapeut. 
1. Moxibustia sau terapia prin căldură
2. Presopunctura sau masajul punctelor, precum și Hipno-Presopunctura. Masajul se poate face cu pulpa degetului, cu unghia sau cu ajutorul unei baghete de plastic, liniar, fie de-a lungul meridianelor, fie doar deasupra unor puncte. Teoria medicală tradițională chineză descrie puncte de presopunctură, care se află de-a lungul meridianelor sau canalelor din corpul omenesc. Acestea sunt aceleași meridiane și puncte de acumulare energetică ca cele din acupunctură. Prin aceste canale invizibile curge energie vitală - sau o forță de viață numită Qi (ch'i, chi). De asemenea, se crede că aceste 12 mari meridiane conectează anumite organe sau rețele de organe, organizând un sistem de comunicare în întregul corp. Meridianele încep de la vărful degetelor, se conectează la creier și apoi se conectează la un organ astfel apare asocierea dintre meridian și organ. Conform acestei teorii, când unul dintre aceste meridiane este blocat sau în afara echilibrului, poate aparea boala. Efectele se obțin în funcție de intensitatea, ritmul și sensul masajului. Tehnica se utilizează mai ales în pediatrie și geriatrie. Important este că se poate aplica și la nivelul punctelor ce nu au voie să fie înțepate.
3. Sângerările, efectuate cu acul triunghiular, la nivelul capilarelor congestionate ca urmare a unei acumulări de energie perversă aici; se înțeapă rapid, apoi se retrage acul. Deoarece reprezintă un act chirurgical în miniatură, trebuie respectate cu strictețe regulile de asepsie și antisepsie.
4. Homeosiniatria
5. Terapia cu soft-laser
6. Electro-Acupunctura
7. Auriculopunctura, precum și Hipno-Acupunctura, ale cărei baze moderne au fost puse de Dr. Nogier; el a stabilit harta punctelor de la nivelul urechii, zone refflexogene pentru diferitele organe și aparate. La acest nivel, proiecția zonelor corporale este inversată; lobulu corespunde capului, iar partea superioară a pavilionului - restului corpului. Metoda se utilizează (cu rezultate foarte bune) în curele de slaăbire, în dezvățarea de fumat etc. Se aplică ace minuscule, ce se lasă mai multe zile la locul respectiv (fig. 15). Hipno Acupunctura este oferită și promovată în Europa de către Asociația Europeană  de Hipno Acupunctură (AEHA) care este recunoscută e Ordinul Pacienților (OPMC).
8. Reflexo Terapia tălpii

## Din punct de vedere științific
Acupunctura utilizează ace fine pentru a stimula punctele de acupunctură și a echilibra fluxul de qi. Nu se cunoaște nicio bază anatomică sau histologică a existenței unor puncte de acupunctură sau a unor meridiane. Unii acupuncturiști le consideră mai degrabă funcționale decât entități structurale, utile în ghidarea evaluării și îngrijirii pacienților. Acupunctura a fost subiect activ de cercetare științifică în secolul XX,  și efectele și aplicabilitatea ei rămân controversate printre cercetători și practicieni.  Deoarece este o procedură, mai degrabă decât o pilulă, proiectarea de studii controlate este o provocare, ca și în procedurile chirurgicale și altele. Unele treceri în revistă ale cercetărilor duc la concluzia că efectele acupuncturii țin în principal de fenomenul placebo, iar altele o găsesc probabil efectivă în privința unor afecțiuni specifice.
Conform unei treceri în revistă a trecerilor în revistă, acupunctura nu are eficacitate (aproape toate efectele terapeutice obiective ale acupuncturii nu sunt susținute de dovezi cu certitudine puternică/înaltă). Din această cercetare a reieșit că acupunctura este efectivă doar pentru dureri de umăr și fibromialgie. Steven Novella⁠(en)[traduceți] a scris referitor la această cercetare că este compatibilă cu ipoteza că cele mai multe, dacă nu toate efectele terapeutice ale acupuncturii se datorează efectului placebo (vindecare imaginară) și sugerează puternic că acupunctura nu are niciun fel de efecte terapeutice, similar homeopatiei.
Acupunctura este placebo teatral.